# Oncy-sur-École
Oncy-sur-École è un comune francese di 964 abitanti situato nel dipartimento dell'Essonne nella regione dell'Île-de-France.

## Società

### Evoluzione demografica
Abitanti censiti